# Carlos Pauner
Carlos Pauner Gotor, né à Jaca (Province de Huesca, Aragon) le 9 juin 1964, est un alpiniste espagnol.

## Biographie
Sa première expédition d'envergure, en 1995, le conduit au Monte Kun (7 077 m) en Inde.
En mars 1997, il participe à une expédition navarraise financée dans le cadre du projet Al Filo de lo imposible pour tenter de gravir son premier 8000, le Kangchenjunga. Cette tentative ne fut pas couronnée de succès.
Son premier 8000 est le K2 en 2001, puis l'année suivante le Makalu qu'il est le premier alpiniste aragonais à gravir.
En 2002, "Année internationale de la Montagne", le Gouvernement d'Aragon décide de soutenir le projet de Carlos Pauner visant à gravir les 14 sommets de plus de 8 000 mètres dans le monde.
Ce projet faillit connaître une fin tragique, car en 2003, lors de la descente du Kangchenjunga, Carlos Pauner disparut et fut laissé pour mort pendant trois jours. Il garda longtemps des séquelles de cette expédition difficile.
Reprenant sa quête en 2004 avec succès, il compte avec certitude, le 22 mai 2013, date de son ascension de l'Everest, treize sommets de plus de 8 000 m sur les 14 possibles.
En effet, son ascension du Shisha Pangma (8 027 m) en 2012, a donné lieu à une controverse. Certains, comme le site 8000ers.com, ne retiennent pas cette ascension dans la liste de Carlos Pauner.

## Ses ascensions de plus de8 000 mètres
- 2001 : K2, 8 611 m
- 2002 : Makalu, 8 463 m; Kangchenjunga, 8 586 m
- 2004 : Gasherbrum I, 8 068 m; Cho Oyu, 8 201 m
- 2005 : Nanga Parbat, 8 125 m
- 2007 : Broad Peak, 8 047 m
- 2008 : Dhaulagiri, 8 167 m
- 2010 : Annapurna, 8 091 m; Manaslu, 8 035 m
- 2011 : Lhotse, 8 516 m; Gasherbrum II, 8 035 m
- c. 2012 : Shisha Pangma, 8 027 m; a donné lieu à une controverse sur son arrivée ou non au sommet.
- 2013 : Everest, 8 849 m